# یواس‌اس هانت (دی‌دی-۱۹۴)
یواس‌اس هانت (دی‌دی-۱۹۴) (به انگلیسی: USS Hunt (DD-194)) یک کشتی بود که طول آن ۹۵٫۸ متر (۳۱۴ فوت) بود. این کشتی در سال ۱۹۲۰ ساخته شد.